# ناحیه بروکوی، میشیگان
ناحیه بروکوی (به انگلیسی: Brockway Township) یک منطقهٔ مسکونی در ایالات متحده آمریکا است که در شهرستان سنت کلیر، میشیگان واقع شده‌است.
 ناحیه بروکوی ۸۷٫۷ کیلومتر مربع مساحت و ۲٬۰۲۲ نفر جمعیت دارد و ۲۴۴ متر بالاتر از سطح دریا واقع شده‌است.